# Amscottia
Amscottia, rod parožina u porodici Desmidiaceae, dio reda Desmidiales. Postoje dvije slatkovodne vrste

## Vrste
1. Amscottia gulungulana H.U.Ling & P.A.Tyler
2. Amscottia mira (Grönblad) Grönblad